# I Can't Help It
«I Can't Help It» (No puedo evitarlo) es una canción del artista estadounidense Michael Jackson, publicado a mediados de 1979. Fue escrito por Stevie Wonder y Susaye Greene y producido por Quincy Jones. Fue la octava canción del quinto álbum de estudio Off The Wall, publicada bajo la discografía Epic. La primera demo se filtró junto con las pistas múltiples en 2017. La segunda demostración se filtró después de que robaron la computadora portátil del ingeniero de sonido del Jackson Brad Sundberg el 27 de enero de 2023.